# Balonikowiec mleczny

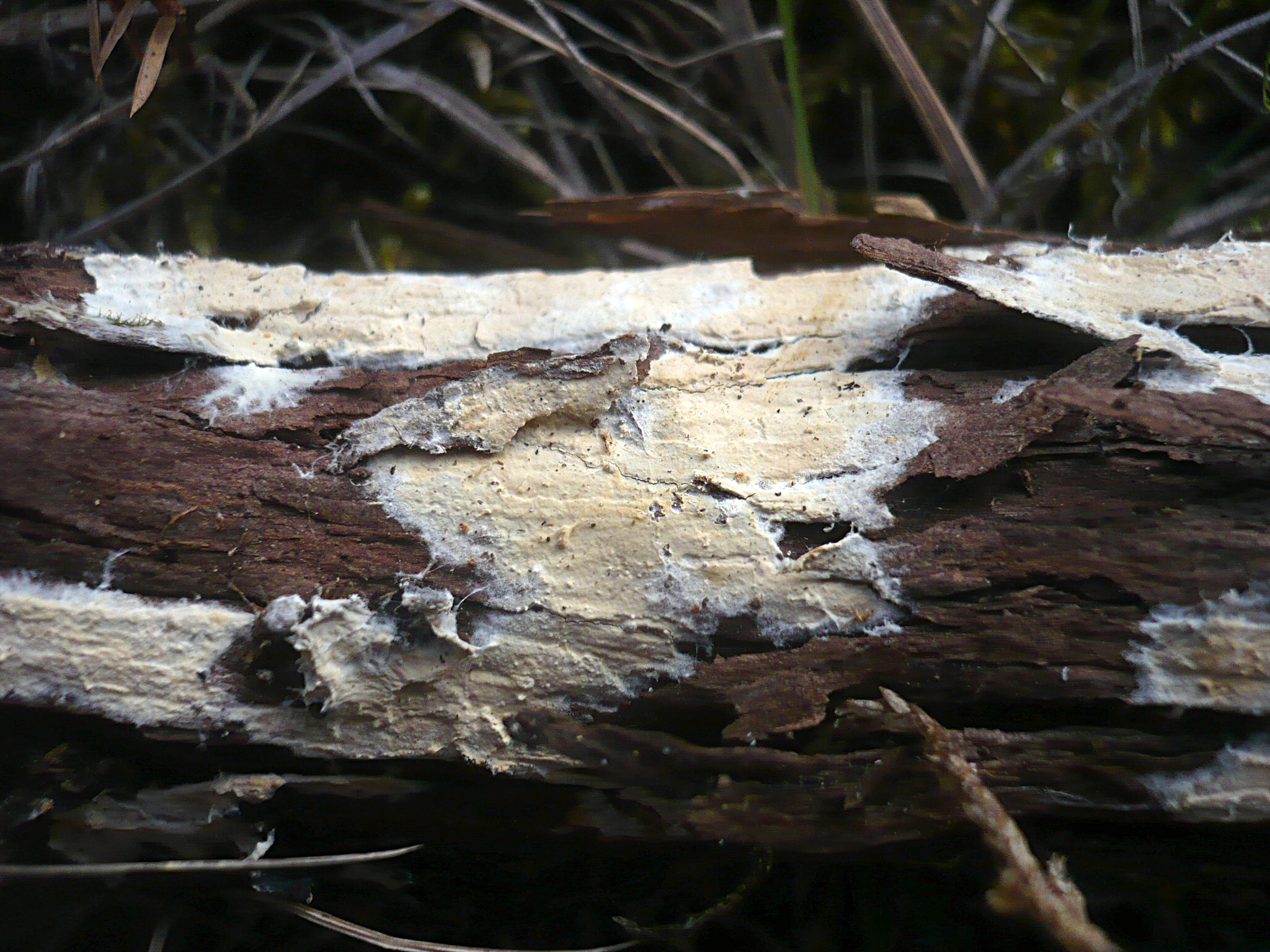

Balonikowiec mleczny (Gloiothele lactescens (Berk.) Hjortstam) – gatunek grzybów z rodziny powłocznicowatych (Peniophoraceae).

## Systematyka i nazewnictwo
Pozycja w klasyfikacji według Index Fungorum: Gloiothele, Peniophoraceae, Russulales, Incertae sedis, Agaricomycetes, Agaricomycotina, Basidiomycota, Fungi.
Po raz pierwszy takson ten zdiagnozował w 1836 r. Miles Joseph Berkeley, nadając mu nazwę Thelephora lactescens. Obecną, uznaną przez Index Fungorum nazwę nadał mu w 1987 r. Kurt Hjortstam, przenosząc go do rodzaju Gloiothele. Synonimy naukowe:

- Corticium epigaeum Ellis & Everh.
- Corticium lactescens (Berk.) Berk.
- Gloeocystidiellum lactescens (Berk.) Boidin
- Gloeocystidiellum orientale Parmasto
- Gloeocystidium lactescens (Berk.) Höhn. & Litsch.
- Gloiothele orientalis (Parmasto) Ghob.-Nejh.
- Megalocystidium lactescens (Berk.) Jülich
- Terana epigaea (Ellis & Everh.) Kuntze
- Terana lactescens (Berk.) Kuntze
- Thelephora lactescens Berk.
- Vesiculomyces lactescens (Berk.) Boidin & Lanq.

Polską nazwę zaproponował Władysław Wojewoda w 2003 r.

## Morfologia
Owocnik
Rozpostarty na podłożu i ściśle z nim związany. Ma grubość 0,1–0,3 mm. Warstwa hymenialna jest gładka, czasami popękana i ma barwę od białawej do jasnożółtej.
Cechy mikroskopowe;
Strzępki nierozgałęzione, z przegrodami, bezbarwne, o grubości 1,5–3 μm. Gleocystydy liczne, bezbarwne lub lekko żółte, cylindryczne, nieco powyginane, o długości do 160 um i średnicy 6–10 um. Podstawki 4-zarodnikowe, nieco zgrubiałe, czasami nieregularnie rozdęte, o rozmiarach 40–55 × 6–7 μm. Bazydiospory szeroko elipsoidalne, gładkie, cienkościenne, o rozmiarach (5,5) 6–7,5 (–8) × 4,5–5 um.

## Występowanie i siedlisko
Jest szeroko rozprzestrzeniony w wielu regionach świata o klimacie umiarkowanym i podzwrotnikowym. W piśmiennictwie naukowym na terenie Polski podano liczne jego stanowiska.
Saprotrof rozwijający się na martwym drewnie drzew i krzewów liściastych, Występuje w lasach, parkach, cmentarzach, ogrodach i na poboczach dróg. Rozwija się na bukach, jesionach, wiązach, kasztanie jadalnym i innych drzewach liściastych.